# Dorski red
Dorski red (ili Dorski stil) je jedan od pet stilova gradnje u antičkoj arhitekturi; ostala četiri su: toskanski, jonski, korintski i kompozitni red. Karakteriziraju ga kapitel koji se gotovo uvijek svodi na dva elementa, ehin i abak, triglifi na frizu, te mutuli i kaplje (gute) s donje strane krune vijenca. Dorski se red koristi i u grčkoj i rimskoj arhitekturi, s tim da u grčkoj stupovi redovito stoje na stilobatu, dok u rimskoj katkad ima i bazu. 
Dorski se red po svojim osobinama smatra početnim stadijem razvoja kamenih građevina jer njegov stil još posjeduje neke elemente karakteristične za prethodnu drvenu sakralnu arhitekturu.

## Pogledajte i ovo
- Toskanski red
- Jonski red
- Korintski red
- Kompozitni red
- Umjetnost stare Grčke
- Konstrukcije